# Bão Barry (2019)
Bão Barry, cơn bão thứ 2 trong mùa bão Bắc Đại Tây Dương 2019, hình thành vào ngày 11 tháng 6 và tan vào ngày 15 tháng 6, sau bão Andrea.

## Cấp bão
Cấp bão (Hoa Kỳ): 75 mph - Bão cấp 1.

## Lịch sử khí tượng
Một rãnh thấp ở Trung Tây bắt đầu di chuyển về phía nam, hướng về Vịnh Mexico. Vào ngày 6 tháng 7, NHC bắt đầu theo dõi nó trên Thung lũng Tennessee và dự báo nó sẽ di chuyển về phía nam, xuất hiện ở phía đông bắc Vịnh Mexico và có khả năng phát triển thành một cơn bão nhiệt đới trong vài ngày. Trong vài ngày tới, máng trôi về phía nam, do ảnh hưởng chỉ đạo của một áp lực cao, và máng đã phát triển một vùng áp thấp rộng lớn phát triển vào ngày 9 tháng 7, ngay trước khi hệ thống đi vào Vịnh Mexico. hệ thống áp lực, trong khi vẫn thiếu một trung tâm lưu thông được xác định rõ, đã trở nên tốt hơn một chút vào ngày hôm sau. Do hệ thống này có tiềm năng cao trong việc tạo ra các điều kiện bão nhiệt đới và nước dâng do bão dọc theo bờ biển Louisiana trong vài ngày tới, NHC đã khởi xướng các cố vấn về Bão nhiệt đới tiềm năng Hai vào lúc 15:00 UTC vào ngày 10 tháng 7. một cơn bão nhiệt đới lúc 15:00 UTC ngày 11 tháng 7. Hệ thống từ từ di chuyển về phía tây, ảnh hưởng đến Bờ Vịnh Hoa Kỳ. Hệ thống cuối cùng đã mạnh lên thành bão vào lúc 15:00 UTC vào ngày 13 tháng 7. Tuy nhiên, ba giờ sau, lúc 18:00 UTC, sức gió bắt đầu tăng lên, khiến hệ thống bắt đầu suy yếu. Trong khoảng thời gian đó, Barry đã đổ bộ vào Thành phố Intracoastal, Louisiana với tư cách là cơn bão cấp 1, trước khi suy yếu về tình trạng bão nhiệt đới sau đó, gây thiệt hại lớn cho vùng Bắc Mỹ, Hồ Charles và Baton Rouge. Barry dần dần suy yếu trong khi di chuyển chậm vào đất liền, suy yếu thành áp thấp nhiệt đới lúc 21:00 UTC ngày 14 tháng 7. Vào lúc 21:00 UTC ngày 15 tháng 7, Barry suy yếu thành một vùng thấp còn sót lại ở phía bắc Arkansas. Trong nhiều ngày tiếp theo, tàn dư của Barry di chuyển về phía đông trong khi dần dần suy yếu, trước khi bị hút vào một hệ thống mặt trận khác ngoài khơi bờ biển New Jersey vào ngày 19 tháng 7.

## Những thiệt hại
Barry đã gây ra một vụ tử vong, với một người đàn ông bị giết bởi dòng nước xoáy ngoài khơi bờ biển Florida Panhandle vào ngày 15 tháng 7. Thiệt hại từ cơn bão hiện được ước tính khoảng 500 triệu 900 triệu USD (2019 USD).